# Fear Agent
Fear Agent (z ang. dosłownie: "agent strachu" lub "czynnik strachu") – amerykańska seria komiksowa autorstwa scenarzysty Ricka Remenedera oraz rysowników Tony'ego Moore'a i Jerome'a Openy, wydawana w formie miesięcznika od października 2005 do listopada 2011 przez Image Comics. Po polsku seria ukazała się nakładem wydawnictwa Non Stop Comics w formie podwójnych tomów zbiorczych.

## Fabuła
Utrzymana w konwencji science-fiction z elementami humorystycznymi, seria opowiada o Heathu Hustonie, jednym z Fear Agents – agentów, którzy przysięgli bronić Ziemi przed kosmicznymi najeźdźcami. Gdy większość agentów ginie w niejasnych okolicznościach, Heath popada w alkoholizm i wycofuje się z zawodu. Jednak wkrótce dochodzi do kolejnej inwazji kosmitów i Heath staje przed dylematem: pozostać na uboczu czy po raz ostatni ruszyć do walki o Ziemię.

## Tomy zbiorcze
| Wydanie polskie                                            | Tytuł i rok wydania oryginalnego       | Zawartość                                                                |
| ---------------------------------------------------------- | -------------------------------------- | ------------------------------------------------------------------------ |
| Fear Agent 1: Wtórny zapłon/Moja walka (2019).             | Re-Ignition (2007)                     | Fear Agent #1–4                                                          |
| Fear Agent 1: Wtórny zapłon/Moja walka (2019).             | My War (2007)                          | Fear Agent #5–10                                                         |
| Fear Agent 2: Ostatnie pożegnanie/Miażdżąca krytyka (2020) | The Last Goodbye (2008)                | Fear Agent: The Last Goodbye #1–4                                        |
| Fear Agent 2: Ostatnie pożegnanie/Miażdżąca krytyka (2020) | Hatchet Job (2009)                     | Fear Agent #17–21                                                        |
| Fear Agent 3: Ja kontra ja/W innym rytmie (2021)           | I Against I (2010)                     | Fear Agent #22–27                                                        |
| Fear Agent 3: Ja kontra ja/W innym rytmie (2021)           | Out of Step (2012)                     | Fear Agent #28–32                                                        |
| Fear Agent 4 (2022)                                        | Fear Agent Final Edition Vol. 4 (2018) | opowieści ze świata Fear Agent autorstwa różnych artystów i scenarzystów |